# Плантю
Жан Плантюро (Jean Plantureux), известен с псевдонима си Плантю (на френски: Plantu), е френски карикатурист.

## Биография
Завършва средното си образование през 1969 г. с успех под средния. По настояване на родителите си записва да учи медицина и след 2 години напуска университета. Учи в Брюксел при Ерже.
Плантю получава наградата Mumm през 1988 г. за карикатурата Gorji сред съдиите, и наградата за черен хумор през 1989 година. От 1991 г. работи в седмичника L'Express, който му предоставя всяка седмица третата си страница.
Плантю се среща с Ясер Арафат на своя изложба с карикатури в Тунис, който като реакция на хумора на художника рисува на една от рисунките му звездата на Давид, изобразена на израелското знаме, оцветява я и се подписва.
През 1992 г. Плантю се среща с външния министър Шимон Перес в Йерусалим, който се подписва под една от рисунките му подписана преди това от номер едно на ООП. За първи път, подписите на двете страни в конфликта са положени върху общ документ, година преди Договора от Осло.
През 1998 френската поща издава марка илюстрирана от Плантю, като средствата са предоставени за организацията Лекари без Граница. През същата годинаЮНЕСКО публикува албум с рисунки на Плантю в превод на няколко езика в чест на 50 години от Всеобща декларация за правата на човека.
На 24 април 2005 г. френската поща се обръща към художника по повод 60-годишната от освобождаването на депортираните в концлагери.
През 2009 г., когато Папа Бенедикт XVI скандално заявява, че не презервативите ще спаси човечеството от епидемията СПИН, Плантю рисува карикатура, която събужда остра полемика сред вярващите във Франция. На карикатурата са изобразени Христос, Папата и друг служител на католическата църква на кораб плаващ във водите на африканско море. Христос раздава презервативи вместо комка, а Папата казва: „Това са глупости“, а дргият държавен служител казва „Та Спин-ът не съществува!“
По повод скандала с карикатурите с Мохамед Плантю рисува стилизиран портрет на Мохамед с изречението „Не трябва да рисувам Мохамед“
Плантю е предизвиквал негодуванието и на френски президенти. По време на референдум през 2000 г. Плантю рисува Жак Ширак да содомизира Мариан – символа на френската република и казва: „Нима тя не спи?“. Плантю посвещава редица карикатури на Никола Саркози, от годината, в която е избран за президент на Франция.
На всяка карикатура Плантю рисува мишчица, символ на вечното търсене на художника и неговото любопитство.
Плантю споделя, че винаги си поставя три цели: „Да развълнува графично, да предизвика усмивка и размисли“ и добавя още: „Според мен карикатуристът не е само художник, той е и журналист, който пише с изображения. И дори карикатура на журналиста. За това си задавам и въпроси за моята отговорност, за начина по който рисунките ми ще бъдат възприети в Бейрут и Йерусалим.“; „Предизвикателствата трябва да са учтиви. Можем да бъдем саркастични и агресивни, но без омраза и презрение, а с деликатност, за да не попаднем в капана на интегристите.“